# Anagyrus pseudococci
Anagyrus pseudococci es una pequeña avispilla parasitoide de la cochinilla algodonosa de los cítricos. Es un diminuto insecto cuya hembra hace la puesta en el interior en las larvas de la cochinilla, la larva de la avispilla se desarrolla dentro de ella terminando por matarla. Su biología hace que sea utilizada en el control biológico de esta plaga en agricultura.
La hembra adulta es naranja oscura-marrón con zonas del cuerpo oscurecidas y las patas blancas. Las antenas son en su mayoría blancas, excepto el escapo que es negro y muy ancho y los primeros artejos del funículo que son grises (seis artejos funiculares). El cuerpo del macho adulto es negro metálico con las patas blancas. Las antenas son largas, filiformes con 9 artejos, de color blanco-grisáceas con largas sedas.

## Biología
Anagyrus pseudococci es un endoparasitoide cenobionte solitario, sólo se desarrolla una larva en el interior del huésped, aunque pueda depositar más de un huevo en su huésped. Es una especie sinovigénica y su reproducción es por partenogénesis arrenotoca, es decir, los huevos que deposita la hembra, si están  fecundados darán lugar a hembras y si no lo están, darán lugar a machos haploides.
Es más activo en primavera y otoño.